# Yanina Wickmayerová
Yanina Wickmayerová (* 20. říjen 1989 Lier) je belgická profesionální tenistka. 
Ve své dosavadní kariéře na okruhu WTA Tour získala pět singlových a čtyři deblové tituly. Po jedné singlové i deblové trofeji přidala v sérii WTA 125K. V rámci okruhu ITF získala do července 2023 čtrnáct titulů ve dvouhře a sedmnáct ve čtyřhře.
Na žebříčku WTA byla ve dvouhře nejvýše klasifikována v dubna 2010 na 12. místě a ve čtyřhře pak v září 2023 na 61. místě. Nejvýše postavenou Belgičankou byla od 14. května 2008, kdy z okruhu odešla Justine Heninová, do 14. září 2009, kdy se vrátila Kim Clijstersová.
V belgickém týmu Billie Jean King Cupu debutovala v roce 2007 čtvrtfinálovým utkáním Světové skupiny proti Spojeným státům americkým, v němž podlehla za rozhodnutého stavu Venus Williamsové. Belgičanky prohrály 0:5 na zápasy. Do roku 2023 v soutěži nastoupila k jednadvaceti mezistátním utkáním s bilancí 23–10 ve dvouhře a 3–4 ve čtyřhře.
Matka s bratrem jí zemřeli v dětství. Otec Mark Wickmayer je rakouského původu. Jméno Yanina bylo inspirováno dcerou Diega Maradony.

## Finále na okruhu WTA Tour
| Legenda                                                   |
| --------------------------------------------------------- |
| D – dvouhra; Č – čtyřhra                                  |
| Grand Slam (0)                                            |
| Turnaj mistryň (0)                                        |
| Tier I / Premier Mandatory & Premier 5 / WTA 1000 (0)     |
| Tier II / Premier / WTA 500 (0–1 Č)                       |
| Tier III, IV & V / International / WTA 250 (5–6 D, 4–1 Č) |

### Dvouhra: 11 (5–6)
| Stav       | Č. | Datum             | Turnaj                          | Povrch    | Soupeřka ve finále     | Výsledek                |
| ---------- | -- | ----------------- | ------------------------------- | --------- | ---------------------- | ----------------------- |
| Finalistka | 1. | 15. června 2008   | Birmingham, Spojené království  | tráva     | Kateryna Bondarenková  | 6–7(7–9), 6–3, 6–7(4–7) |
| Vítězka    | 1. | 8. května 2009    | Estoril, Portugalsko            | antuka    | Jekatěrina Makarovová  | 7–5, 6–2                |
| Finalistka | 2. | 20. června 2009   | 's-Hertogenbosch, Nizozemsko    | tráva     | Tamarine Tanasugarnová | 3–6, 5–7                |
| Vítězka    | 2. | 18. října 2009    | Linec, Rakousko                 | tvrdý (h) | Petra Kvitová          | 6–3, 6–4                |
| Vítězka    | 3. | 9. ledna 2010     | Auckland, Nový Zéland           | tvrdý     | Flavia Pennettaová     | 6–3, 6–2                |
| Finalistka | 3. | 8. ledna 2011     | Auckland, Nový Zéland           | tvrdý     | Gréta Arnová           | 3–6, 3–6                |
| Finalistka | 4. | 14. ledna 2012    | Hobart, Austrálie               | tvrdý     | Mona Barthelová        | 1–6, 2–6                |
| Finalistka | 5. | 17. června 2012   | Bad Gastein, Rakousko           | antuka    | Alizé Cornetová        | 5–7, 6–7(1–7)           |
| Finalistka | 6. | 5. ledna 2013     | Auckland, Nový Zéland           | tvrdý     | Agnieszka Radwańská    | 4–6, 4–6                |
| Vítězka    | 4. | 20. září 2015     | Tokio, Japonsko                 | tvrdý     | Magda Linetteová       | 4–6, 6–3, 6–3           |
| Vítězka    | 5. | 25. července 2016 | Washington, D.C., Spojené státy | tvrdý     | Lauren Davisová        | 6–4, 6–2                |

### Čtyřhra: 2 (4–2)
| Stav       | Č. | Datum             | Turnaj                          | Povrch    | Spoluhráčka            | Soupeřka ve finále                    | Výsledek        |
| ---------- | -- | ----------------- | ------------------------------- | --------- | ---------------------- | ------------------------------------- | --------------- |
| Finalistka | 1. | 19. června 2009   | 's-Hertogenbosch, Nizozemsko    | tráva     | Michaëlla Krajiceková  | Sara Erraniová Flavia Pennettaová     | 4–6, 7–5, 11–13 |
| Vítězka    | 1. | 20. října 2013    | Lucemburk, Lucembursko          | tvrdý (h) | Stephanie Vogtová      | Kristina Barroisová Laura Thorpeová   | 7–6(7–2), 6–4   |
| Vítězka    | 2. | 24. července 2016 | Washington, D.C., Spojené státy | tvrdý     | Monica Niculescuová    | Šúko Aojamová Risa Ozakiová           | 6–4, 6–3        |
| Finalistka | 2. | 15. září 2019     | Čeng-čou, Čína                  | tvrdý     | Tamara Zidanšeková     | Nicole Melicharová Květa Peschkeová   | 1–6, 6–7(2–7)   |
| Vítězka    | 3. | 25. září 2022     | Soul, Jižní Korea               | tvrdý     | Kristina Mladenovicová | Asia Muhammadová Sabrina Santamariová | 6–3, 6–2        |
| Vítězka    | 4. | 30. července 2023 | Varšava, Polsko                 | tvrdý     | Heather Watsonová      | Weronika Falkowská Katarzyna Piterová | 6–4, 6–4        |

## Finále série WTA 125
| Legenda                  |
| ------------------------ |
| D – dvouhra; Č – čtyřhra |
| WTA 125 (1–1 D; 1–3 Č)   |

### Dvouhra: 2 (1–1)
| Stav       | č. | datum         | turnaj                  | povrch      | soupeřka ve finále     | výsledek      |
| ---------- | -- | ------------- | ----------------------- | ----------- | ---------------------- | ------------- |
| Finalistka | 1. | říjen 2013    | Tchaj-pej, Tchaj-wan    | koberec (h) | Alison Van Uytvancková | 4–6, 2–6      |
| Vítězka    | 1. | listopad 2015 | Carlsbad, Spojené státy | tvrdý       | Nicole Gibbsová        | 6–3, 7–6(7–4) |

### Dvouhra: 4 (1–3)
| Stav       | č. | datum          | turnaj                       | povrch | spoluhráčka        | soupeřky ve finále                   | výsledek       |
| ---------- | -- | -------------- | ---------------------------- | ------ | ------------------ | ------------------------------------ | -------------- |
| Vítězka    | 1. | 4. března 2018 | Indian Wells, Spojené státy  | tvrdý  | Taylor Townsendová | Jennifer Bradyová Vania Kingová      | 6–4, 6–4       |
| Finalistka | 2. | duben 2018     | Čeng-čou, Čína               | tvrdý  | Naomi Broadyová    | Tuan Jing-jing Wang Ja-fan           | 6–7 (5–7), 3–6 |
| Finalistka | 2. | leden 2019     | Newport Beach, Spojené státy | tvrdý  | Taylor Townsendová | Hayley Carterová Ena Šibaharaová     | 3–6, 6–7(1–7)  |
| Finalistka | 3. | březen 2019    | Indian Wells, Spojené státy  | tvrdý  | Taylor Townsendová | Kristýna Plíšková Jevgenija Rodinová | 6–7(7–9), 4–6  |

## Postavení na žebříčku WTA na konci sezóny

### Dvouhra
| Rok    | 2006 | 2007   | 2008  | 2009  |
| Pořadí | 534. | ▲ 221. | ▲ 69. | ▲ 16. |

### Čtyřhra
| Rok    | 2006 | 2007   | 2008   | 2009  |
| Pořadí | 363. | ▲ 145. | ▼ 149. | ▲ 89. |